# Pachoł

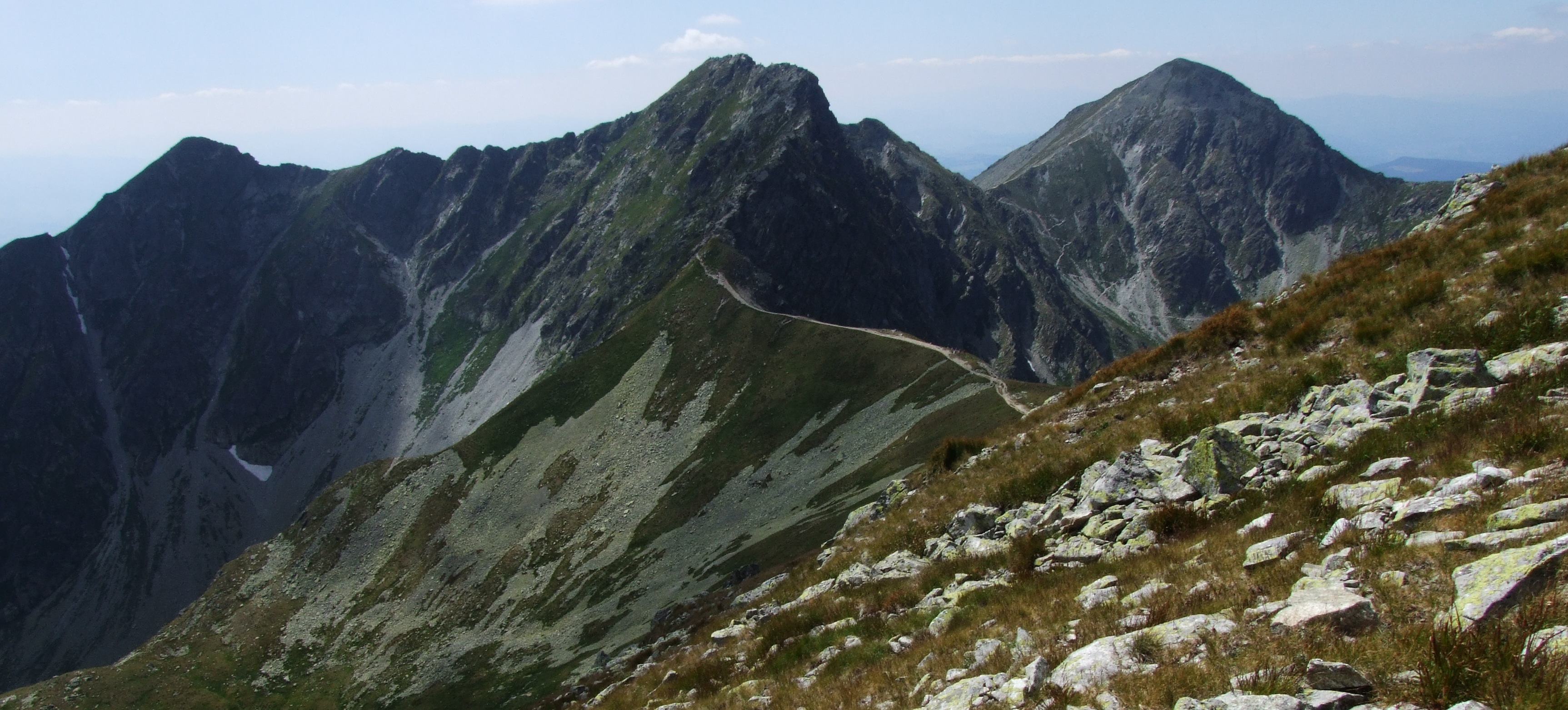
Od lewej: Jałowiecki Przysłop, Banówka, Pachola

Pachoł, Pachola (słow. Pachoľa) – znajdujący się w grani głównej Tatr Zachodnich szczyt o wysokości 2166 m n.p.m. Położony jest w tej grani pomiędzy Banówką (2178 m), od której oddziela go Banikowska Przełęcz (2043 m), a Spaloną Kopą (2087 m), od której oddziela go niewielka Spalona Przełęcz (2046 m). Wznosi się ponad dziką, wypełnioną rumowiskiem skalnym Doliną Spaloną, doliną Parzychwost i polodowcowym kotłem Głęboki Worek w Dolinie Głębokiej. Na Pachole następuje załamanie grani głównej, zmienia ona tu kierunek z południowego wschodu na północny wschód. Pachoł jest też zwornikiem. W zachodnim kierunku odchodzi od niego krótka grańka, zakończona kulminacją Płaczliwego rozgałęziającą się na dwie odnogi: południowo-zachodnią Zawraty i zachodnią z lekkim odchyleniem na południe. Pomiędzy nimi znajduje się Głęboki Żleb.
Jest to dość wybitny i wyraźnie wyodrębniony szczyt o kształcie piramidy. Ma trawiaste i kamieniste stoki, dołem miejscami skaliste. Ze szczytu Pachoła jest rozległa panorama widokowa. Szczególnie ciekawie prezentują się stąd północne ściany Banówki, grań Rohaczy i Skrzyniarek.
Pochodzenie nazwy szczytu jest nieznane. Powszechnie funkcjonują jej dwa warianty, Pachola i Pachoł. Podczas gdy tej pierwszej używa m.in. Józef Nyka, druga występuje w Wielkiej encyklopedii tatrzańskiej Zofii i Witolda Henryka Paryskich. Dawniej używano też nazwy Patria. Wcześniejsze pomiary szczytu określały jego wysokość na 2153, 2166 lub 2167 m.

## Szlaki turystyczne
– odcinek czerwonego szlaku prowadzącego główną granią Tatr Zachodnich, pomiędzy Banikowską Przełęczą a Pośrednią Salatyńską Przełęczą.
- Czas przejścia z Banikowskiej Przełęczy na szczyt Pachoła: 20 min, ↓ 15 min
- Czas przejścia z Pachoła na Pośrednią Salatyńską Przełęcz: 1:55 h, z powrotem 2 h